# 政友會
政友會是中华民国初期的公开政党，于1913年6月19日成立。

## 历史
政友会原为景耀月发起，初举景耀月为会长，于右任、彭占元为副会长，以“巩固共和国体、发展国民经济、力谋教育普及、完成国内交通、增厚边防军备、经营拓殖事业、维持国际平和”为会纲。
后来，政友会与孙毓筠发起的另一小政团民宪党合并，仍名政友会，于1913年6月19日举行正式成立大会，选举景耀月、孙毓筠为理事。后增选袁乃宽、程克两名理事。政友會的党纲为“巩固共和，发展国力，实行世界的国家主义。”该会会员中，原国民党党籍者约占六分之三，原进步党党籍者约占五分之二，会员共约七十人。
政友会在直隶设有直隶支部及保定分部。政友会直隶支部于1913年11月成立，并报请立案，该支部以“巩固共和，发展国力”为宗旨，会所设于河北公园以北，主要职员有部长李榘、副部长陈树楷等，会员共二千八十九名。政友会保定分部于1913年12月成立，以“取国家主义，建设强善政府”为宗旨，会所设于三皇庙内，后迁至唐家胡同进升客店，职员有孙蓉图、康朝杰等，会员共八百五十六名。